# Samuel Baud-Bovy
Samuel Baud-Bovy (Ginebra (Suiza), 27 de noviembre de 1906-ídem, 2 de noviembre de 1986) fue un músico suizo, etnomusicólogo, profesor de griego moderno, especialmente conocido por haber sido presidente del Concurso Internacional de Música de Ginebra.

## Etnomusicología
En 1930 y 1931 estuvo viviendo en el archipiélago del Dodecaneso (Grecia) donde realizó sus estudios sobre las canciones populares del lugar, especialmente las de la isla de Creta.